# Mats Rudal
Mats Ola Rudal (født 28. februar 1963 i Östersund) er en svensk skuespiller og politibetjent. Han har blandt andet været virksom på teatre såsom Malmö stadsteater, Stockholms stadsteater og Helsingborgs stadsteater.

## Udvalgt filmografi
- Anna Holt - Polis (tv-serie, 1996)
- Søen (1999)
- Sleepwalker (2000)
- Beck (tv-serie, 2001)
- Cleo (tv-serie, 2002)
- Kvarteret Skatan (tv-serie, 2003)
- Kommissionen (tv-serie, 2005)
- Kronprinsessen (tv-serie, 2006)
- Wallander (tv-serie, 2006)
- Fishy (2007)
- Nina Frisk (2007)
- Livet i Fagervik (tv-serie, 2008)
- Uskyldigt dømt (tv-serie, 2009)
- Mord i Skærgården (tv-serie, 2012)
- Gåsmamman (tv-serie, 2015)
- Honour (tv-serie, 2019)
- Dramatikeren og nynazisterne (tv-serie, 2024)